# Вічне життя
Вічне життя — термін, що має кілька значень, існує в багатьох релігіях.

## В науці
Біологи ставлять експерименти з ферментом теломераза, намагаючись домогтися того, щоб клітини ділилися більшу кількість разів. Вченим відомо, що старі, пошкоджені клітини знищуються і заміщуються новими. Завдяки цьому протягом життя людини велика частина клітин організму оновлюється кілька разів. Якби цей процес можна було продовжити, то, як вважають вчені, «людський організм міг би оновлюватися дуже довго — навіть вічно». [джерело?]
За допомогою терапевтичного клонування, про який ведеться багато суперечок, теоретично можливо отримати нові органи для трансплантації, абсолютно сумісні з тканинами організму пацієнта, наприклад печінку, нирки і серце. Такі органи могли б вирощуватися з використанням стовбурових клітин самих пацієнтів.